# Parigi-Nizza 2015
La Parigi-Nizza 2015, settantatreesima edizione della corsa, valida come seconda prova dell'UCI World Tour 2015, si svolse dall'8 al 15 marzo 2015 su un percorso di 1136,8 km, suddiviso in otto tappe, con partenza da Maurepas e arrivo a Col d'Èze. La vittoria finale fu appannaggio dell'australiano Richie Porte, che portò a termine la corsa con il tempo totale di 29 ore, 10 minuti e 41 secondi, alla media di 39,1 km/h.

## Tappe
| Tappa  | Data     | Percorso                                         | km      | Vincitore di tappa | Leader cl. generale |
| ------ | -------- | ------------------------------------------------ | ------- | ------------------ | ------------------- |
| Pr.    | 8 marzo  | Maurepas (cron. individuale)                     | 6,7     | Michał Kwiatkowski | Michał Kwiatkowski  |
| 1ª     | 9 marzo  | Saint-Rémy-lès-Chevreuse > Contres               | 192     | Alexander Kristoff | Michał Kwiatkowski  |
| 2ª     | 10 marzo | Zooparc de Beauval > Saint-Amand-Montrond        | 172     | André Greipel      | Michał Kwiatkowski  |
| 3ª     | 11 marzo | Saint-Amand-Montrond > Saint-Pourçain-sur-Sioule | 179     | Michael Matthews   | Michael Matthews    |
| 4ª     | 12 marzo | Varennes-sur-Allier > Croix de Chaubouret        | 204     | Richie Porte       | Michał Kwiatkowski  |
| 5ª     | 13 marzo | Saint-Étienne > Rasteau                          | 192     | Davide Cimolai     | Michał Kwiatkowski  |
| 6ª     | 14 marzo | Vence > Nizza                                    | 181,5   | Tony Gallopin      | Tony Gallopin       |
| 7ª     | 15 marzo | Nizza > Col d'Èze (cron. individuale)            | 9,6     | Richie Porte       | Richie Porte        |
| Totale | Totale   | Totale                                           | 1 136,8 |                    |                     |

## Squadre e corridori partecipanti
| N.    | Cod. | Squadra            |
| ----- | ---- | ------------------ |
| 1-8   | ALM  | AG2R La Mondiale   |
| 11-18 | LAM  | Lampre-Merida      |
| 21-28 | FDJ  | FDJ                |
| 31-38 | MOV  | Movistar Team      |
| 41-48 | AST  | Astana Pro Team    |
| 51-58 | BMC  | BMC Racing Team    |
| 61-68 | SKY  | Team Sky           |
| 71-78 | TGA  | Team Giant-Alpecin |
| 81-88 | EUC  | Team Europcar      |
| 91-98 | OGE  | Orica-GreenEDGE    |

| N.      | Cod. | Squadra                      |
| ------- | ---- | ---------------------------- |
| 101-108 | IAM  | IAM Cycling                  |
| 111-118 | TLJ  | Team Lotto NL-Jumbo          |
| 121-128 | LTS  | Lotto-Soudal                 |
| 131-138 | COF  | Cofidis, Solutions Credits   |
| 141-148 | TCS  | Tinkoff-Saxo                 |
| 151-158 | EQS  | Etixx-Quick Step             |
| 161-168 | KAT  | Team Katusha                 |
| 171-178 | TFR  | Trek Factory Racing          |
| 181-188 | TCG  | Team Cannondale-Garmin       |
| 191-198 | BSE  | Bretagne-Séché Environnement |

## Dettagli delle tappe

### Prologo

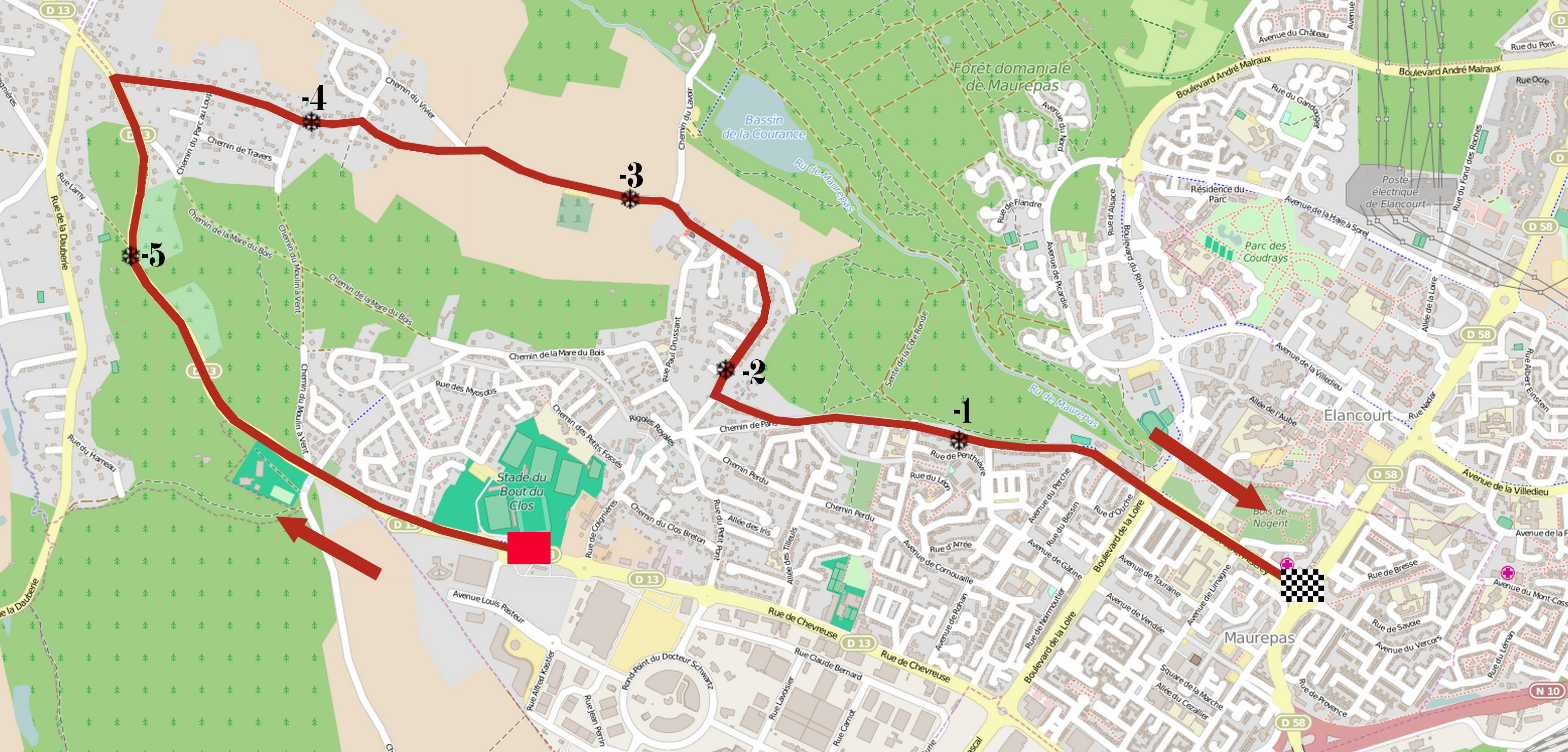

- 8 marzo: Maurepas (cronometro individuale) – 6,7 km

Risultati
| Pos. | Corridore          | Squadra    | Tempo |
| ---- | ------------------ | ---------- | ----- |
| 1    | Michał Kwiatkowski | Etixx      | 7'40" |
| 2    | Rohan Dennis       | BMC Racing | s.t.  |
| 3    | Tony Martin        | Etixx      | a 7"  |

| Pos. | Corridore          | Squadra    | Tempo |
| ---- | ------------------ | ---------- | ----- |
| 1    | Michał Kwiatkowski | Etixx      | 7'40" |
| 2    | Rohan Dennis       | BMC Racing | s.t.  |
| 3    | Tony Martin        | Etixx      | a 7"  |

### 1ª tappa
- 9 marzo: Saint-Rémy-lès-Chevreuse > Contres – 192 km

Risultati
| Pos. | Corridore          | Squadra  | Tempo    |
| ---- | ------------------ | -------- | -------- |
| 1    | Alexander Kristoff | Katusha  | 5h15'18" |
| 2    | Nacer Bouhanni     | Cofidis  | s.t.     |
| 2    | Bryan Coquard      | Europcar | s.t.     |

| Pos. | Corridore          | Squadra    | Tempo    |
| ---- | ------------------ | ---------- | -------- |
| 1    | Michał Kwiatkowski | Etixx      | 5h22'58" |
| 2    | Rohan Dennis       | BMC Racing | s.t.     |
| 3    | Tony Martin        | Etixx      | a 7"     |

### 2ª tappa
- 10 marzo: Zooparc de Beauval > Saint-Amand-Montrond – 172 km

Risultati
| Pos. | Corridore      | Squadra       | Tempo    |
| ---- | -------------- | ------------- | -------- |
| 1    | André Greipel  | Lotto-Soudal  | 4h30'18" |
| 2    | Arnaud Démare  | FDJ           | s.t.     |
| 3    | John Degenkolb | Giant-Alpecin | s.t.     |

| Pos. | Corridore          | Squadra       | Tempo    |
| ---- | ------------------ | ------------- | -------- |
| 1    | Michał Kwiatkowski | Etixx         | 9h53'16" |
| 2    | Rohan Dennis       | BMC Racing    | s.t.     |
| 3    | John Degenkolb     | Giant-Alpecin | a 2"     |

### 3ª tappa
- 11 marzo: Saint-Amand-Montrond > Saint-Pourçain-sur-Sioule – 179 km

Risultati
| Pos. | Corridore        | Squadra      | Tempo    |
| ---- | ---------------- | ------------ | -------- |
| 1    | Michael Matthews | Orica-Green. | 4h32'12" |
| 2    | Davide Cimolai   | Lampre       | s.t.     |
| 3    | Giacomo Nizzolo  | Trek Factory | s.t.     |

| Pos. | Corridore          | Squadra      | Tempo     |
| ---- | ------------------ | ------------ | --------- |
| 1    | Michael Matthews   | Orica-Green. | 14h25'27" |
| 2    | Michał Kwiatkowski | Etixx        | a 1"      |
| 3    | Rohan Dennis       | BMC Racing   | s.t.      |

### 4ª tappa
- 12 marzo: Varennes-sur-Allier > Croix de Chaubouret – 204 km

Risultati
| Pos. | Corridore          | Squadra  | Tempo    |
| ---- | ------------------ | -------- | -------- |
| 1    | Richie Porte       | Team Sky | 5h18'39" |
| 2    | Geraint Thomas     | Team Sky | s.t.     |
| 3    | Michał Kwiatkowski | Etixx    | a 8"     |

| Pos. | Corridore          | Squadra  | Tempo     |
| ---- | ------------------ | -------- | --------- |
| 1    | Michał Kwiatkowski | Etixx    | 19h44'11" |
| 2    | Richie Porte       | Team Sky | a 1"      |
| 3    | Geraint Thomas     | Team Sky | a 3"      |

### 5ª tappa
- 13 marzo: Saint-Étienne > Rasteau – 192 km

Risultati
| Pos. | Corridore        | Squadra      | Tempo    |
| ---- | ---------------- | ------------ | -------- |
| 1    | Davide Cimolai   | Lampre       | 4h12'09" |
| 2    | Bryan Coquard    | Europcar     | s.t.     |
| 3    | Michael Matthews | Orica-Green. | s.t.     |

| Pos. | Corridore          | Squadra  | Tempo     |
| ---- | ------------------ | -------- | --------- |
| 1    | Michał Kwiatkowski | Etixx    | 23h56'20" |
| 2    | Richie Porte       | Team Sky | a 1"      |
| 3    | Geraint Thomas     | Team Sky | a 3"      |

### 6ª tappa
- 14 marzo: Vence > Nizza – 181,5 km

Risultati
| Pos. | Corridore     | Squadra      | Tempo    |
| ---- | ------------- | ------------ | -------- |
| 1    | Tony Gallopin | Lotto-Soudal | 4h52'57" |
| 2    | Simon Špilak  | Katusha      | a 32"    |
| 3    | Rui Costa     | Lampre       | s.t.     |

| Pos. | Corridore          | Squadra      | Tempo     |
| ---- | ------------------ | ------------ | --------- |
| 1    | Tony Gallopin      | Lotto-Soudal | 28h49'42" |
| 2    | Richie Porte       | Team Sky     | a 36"     |
| 3    | Michał Kwiatkowski | Etixx        | a 37"     |

### 7ª tappa

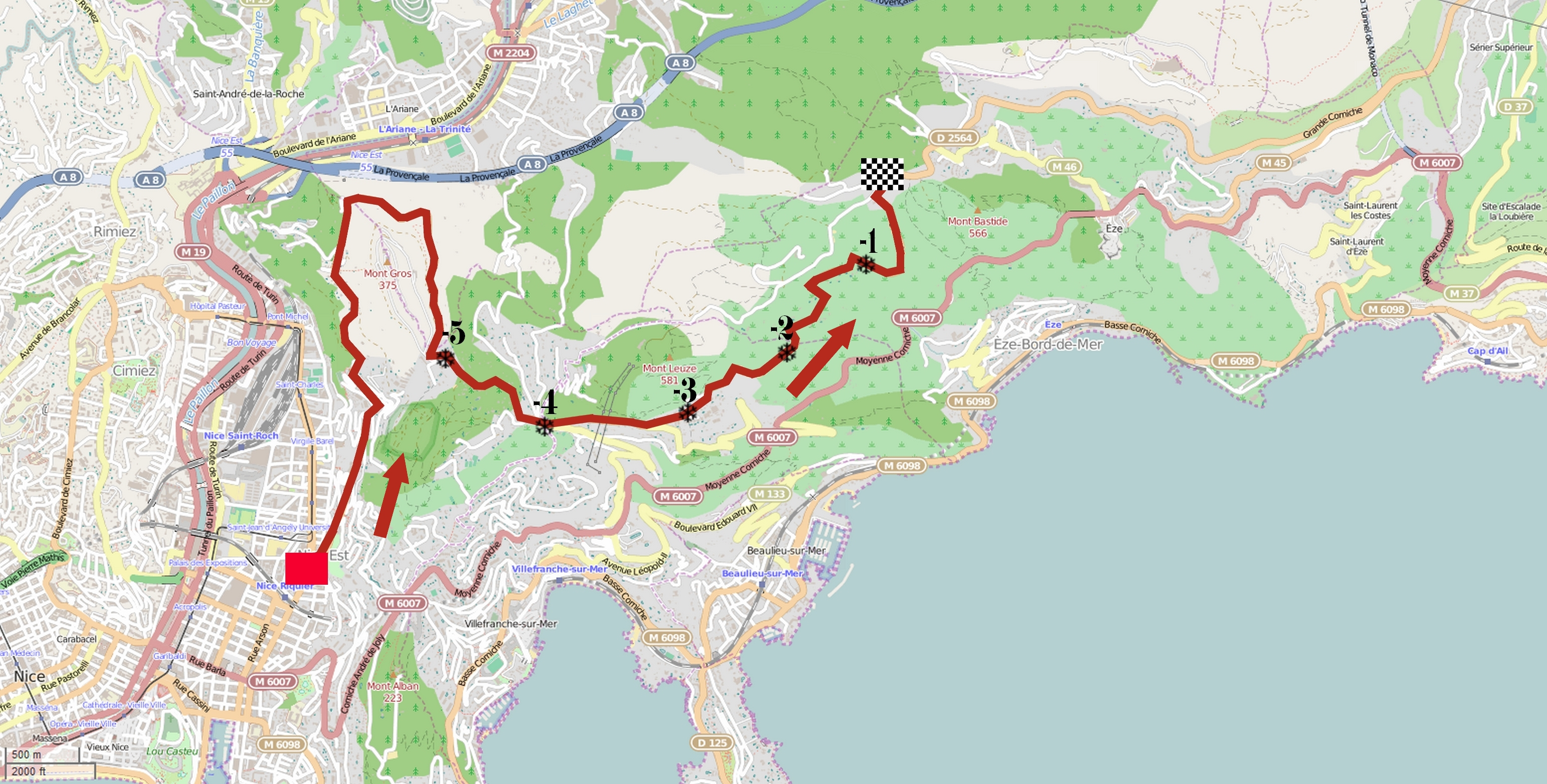

- 15 marzo: Nizza > Col d'Èze – Cronometro individuale – 9,6 km

Risultati
| Pos. | Corridore    | Squadra  | Tempo  |
| ---- | ------------ | -------- | ------ |
| 1    | Richie Porte | Team Sky | 20'23" |
| 2    | Simon Špilak | Katusha  | a 13"  |
| 3    | Rui Costa    | Lampre   | a 24"  |

| Pos. | Corridore          | Squadra  | Tempo     |
| ---- | ------------------ | -------- | --------- |
| 1    | Richie Porte       | Team Sky | 29h10'41" |
| 2    | Michał Kwiatkowski | Etixx    | a 30"     |
| 3    | Simon Špilak       | Katusha  | s.t.      |

## Evoluzione delle classifiche
| Tappa              | Vincitore          | Classifica generale Maglia gialla | Classifica a punti Maglia verde | Classifica scalatori Maglia a pois | Classifica giovani Maglia bianca | Classifica a squadre Numero giallo |
| ------------------ | ------------------ | --------------------------------- | ------------------------------- | ---------------------------------- | -------------------------------- | ---------------------------------- |
| Pr.                | Michał Kwiatkowski | Michał Kwiatkowski                | Michał Kwiatkowski              | non assegnata                      | Michał Kwiatkowski               | BMC Racing Team                    |
| 1ª                 | Alexander Kristoff | Michał Kwiatkowski                | Michał Kwiatkowski              | Jonathan Hivert                    | Michał Kwiatkowski               | BMC Racing Team                    |
| 2ª                 | André Greipel      | Michał Kwiatkowski                | Alexander Kristoff              | Jonathan Hivert                    | Michał Kwiatkowski               | BMC Racing Team                    |
| 3ª                 | Michael Matthews   | Michael Matthews                  | Michael Matthews                | Philippe Gilbert                   | Michael Matthews                 | BMC Racing Team                    |
| 4ª                 | Richie Porte       | Michał Kwiatkowski                | Michael Matthews                | Thomas De Gendt                    | Michał Kwiatkowski               | Astana Pro Team                    |
| 5ª                 | Davide Cimolai     | Michał Kwiatkowski                | Michael Matthews                | Thomas De Gendt                    | Michał Kwiatkowski               | Astana Pro Team                    |
| 6ª                 | Tony Gallopin      | Tony Gallopin                     | Michael Matthews                | Thomas De Gendt                    | Michał Kwiatkowski               | Team Sky                           |
| 7ª                 | Richie Porte       | Richie Porte                      | Michael Matthews                | Thomas De Gendt                    | Michał Kwiatkowski               | Team Sky                           |
| Classifiche finali | Classifiche finali | Richie Porte                      | Michael Matthews                | Thomas De Gendt                    | Michał Kwiatkowski               | Team Sky                           |

## Classifiche finali

### Classifica generale - Maglia gialla
| Pos. | Corridore          | Squadra      | Tempo     |
| ---- | ------------------ | ------------ | --------- |
| 1    | Richie Porte       | Team Sky     | 29h10'41" |
| 2    | Michał Kwiatkowski | Etixx        | a 30"     |
| 3    | Simon Špilak       | Katusha      | s.t.      |
| 4    | Rui Costa          | Lampre       | s.t.      |
| 5    | Geraint Thomas     | Team Sky     | a 41"     |
| 6    | Tony Gallopin      | Lotto-Soudal | a 1'03"   |
| 7    | Jakob Fuglsang     | Astana       | a 1'05"   |
| 8    | Rafael Valls       | Lampre       | a 1'24"   |
| 9    | Gorka Izagirre     | BMC Racing   | a 1'38"   |
| 10   | Tim Wellens        | Lotto-Soudal | a 2'18"   |

### Classifica a punti - Maglia verde
| Pos. | Corridore          | Squadra     | Punti |
| ---- | ------------------ | ----------- | ----- |
| 1    | Michael Matthews   | Orica-Gree. | 38    |
| 2    | Alexander Kristoff | Katusha     | 32    |
| 3    | Richie Porte       | Team Sky    | 30    |
| 4    | Michał Kwiatkowski | Etixx       | 30    |
| 5    | Simon Špilak       | Katusha     | 25    |

### Classifica scalatori - Maglia a pois
| Pos. | Corridore         | Squadra      | Punti |
| ---- | ----------------- | ------------ | ----- |
| 1    | Thomas De Gendt   | Lotto-Soudal | 78    |
| 2    | Richie Porte      | Team Sky     | 26    |
| 3    | Philippe Gilbert  | BMC Racing   | 21    |
| 4    | Chris A. Sørensen | Tinkoff-Saxo | 21    |
| 5    | Lars Boom         | Astana       | 20    |

### Classifica giovani - Maglia bianca
| Pos. | Corridore          | Squadra      | Tempo     |
| ---- | ------------------ | ------------ | --------- |
| 1    | Michał Kwiatkowski | Etixx        | 29h11'11" |
| 2    | Tim Wellens        | Lotto-Soudal | a 1'48"   |
| 3    | Romain Bardet      | AG2R La M.   | a 3'32"   |
| 4    | Wilco Kelderman    | Lotto NL     | a 4'51"   |
| 5    | Bob Jungels        | Trek Factory | a 13'42"  |

### Classifica a squadre - Numero giallo
| Pos. | Squadra          | Tempo     |
| ---- | ---------------- | --------- |
| 1    | Team Sky         | 87h41'05" |
| 2    | Movistar Team    | a 6'35"   |
| 3    | Etixx-Quick Step | a 8'57"   |
| 4    | AG2R La Mondiale | a 14'10"  |
| 5    | Lampre-Merida    | a 16'19"  |